# كيفن توماس (صحفي)
كيفن توماس (بالإنجليزية: Kevin Thomas)‏ هو صحفي وناقد سينمائي أمريكي، ولد في 1936 في الولايات المتحدة.

## وصلات خارجية
- كيفن توماس على موقع IMDb (الإنجليزية)
- كيفن توماس على موقع ميتاكريتيك (الإنجليزية)
- كيفن توماس على موقع روتن توميتوز (الإنجليزية)
- كيفن توماس على موقع كينوبويسك (الروسية)